# جون داف
جون داف هو سائق سيارة سباق كندي، ولد في 17 يناير 1895 في جيوجيانغ في الصين، وتوفي في 8 يناير 1958 في Epping Forest ‏ في المملكة المتحدة.

## روابط خارجية
- جون داف على موقع Racing-Reference.info (الإنجليزية)
- جون داف على موقع DriverDB.com (الإنجليزية)